# جيم برادي
جيم برادي (بالإنجليزية: Jim Brady)‏ هو لاعب كرة قاعدة أمريكي، ولد في 2 مارس 1936 في جيرسي سيتي في الولايات المتحدة.

## وصلات خارجية
- جيم برادي على موقعبيزبول رفرنس.كوم (الدوري الرئيسي) (الإنجليزية)